# サイパン級航空母艦
サイパン級航空母艦(Saipan class aircraft carrier)は、アメリカ海軍の航空母艦の艦級。

## 概要
ボルチモア級重巡洋艦の船体を流用して建造された軽空母。同じく巡洋艦の船体を流用して建造された軽空母としてはインディペンデンス級があるが、重巡船体をベースとしたサイパン級は軽巡船体を流用したインディペンデンス級よりも4,000トンほど大型であり、航空機搭載数や対空砲の門数も多かった。大型空母に準ずる装甲を備えていたほか、大戦末期に建造された空母ということで竣工時から重量が増した新型艦上機の発着艦に対応しており、本級は大戦期の軽空母としては優れた能力を持っていたといえる。
しかし、本級は2隻とも終戦後の完成となったため空母としてはほとんど活躍できず、大戦中の各作戦に参加したインディペンデンス級よりも知名度は低い。
後にそれぞれ航空機運搬艦(AVT)、通信中継艦(AGMR)、指揮艦(CC)に艦種変更される。通信中継艦として改修された際、両艦とも甲板上に衛星通信用の巨大なアンテナが林立する姿となった。

## 同型艦
| 艦名                         | 起工           | 進水          | 就役           | 退役           |
| ---------------------------- | -------------- | ------------- | -------------- | -------------- |
| サイパン CVL-48/AVT-6/AGMR-2 | 1944年 7月10日 | 1945年 7月8日 | 1946年 7月14日 | 1970年 1月14日 |
| ライト CVL-49/AVT-7/CC-2     | 1944年 8月21日 | 1945年 9月1日 | 1947年 2月9日  | 1970年 5月27日 |

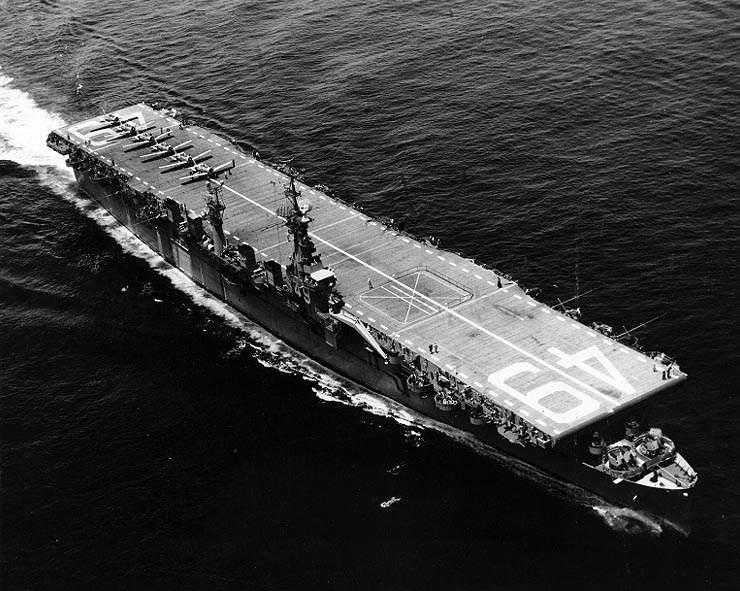
ライト CVL-49
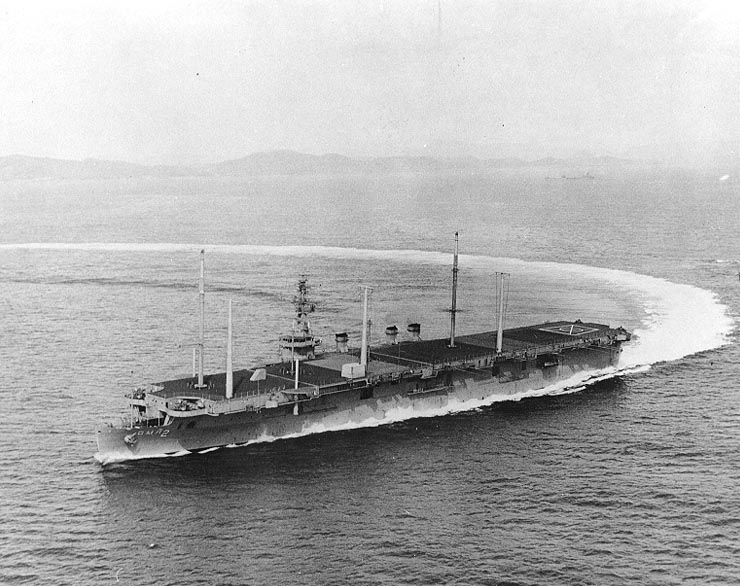
アーリントン AGMR-2
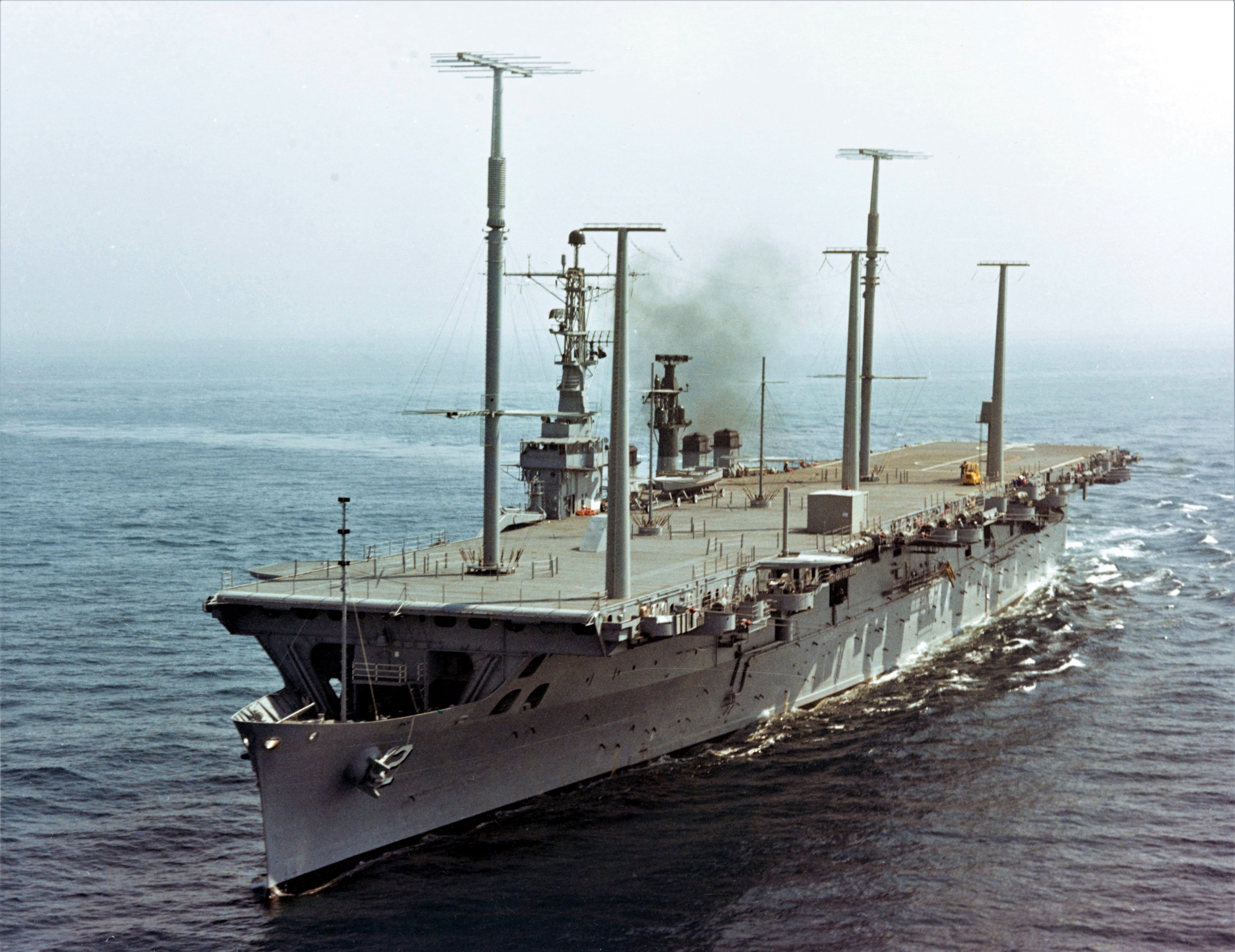
ライト CC-2